# Paramamoea pandora
Paramamoea pandora är en spindelart som beskrevs av Forster och Wilton 1973. Paramamoea pandora ingår i släktet Paramamoea och familjen Amphinectidae. Inga underarter finns listade i Catalogue of Life.